# Cayancaru
Cayancura o Cayeucura (fl. XVI secolo) fu un nativo Mapuche della regione di Marigüenu, scelto nel 1584 per ricoprire il ruolo di toqui in seguito alla cattura di Paineñamcu.

## Biografia
Il suo atto principale fu un fallito tentativo di assedio al forte di Arauco, che portò all'abdicazione in favore del figlio Nangoniel nel 1585.